# أدرنة

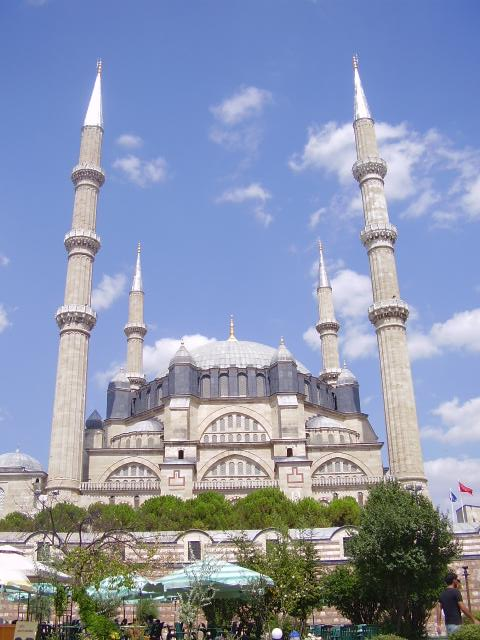
مسجد سليمية

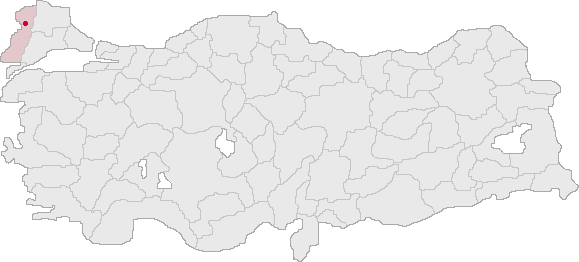
خارطة تبين موقع أديرنة

أدرنة (بالتركية: Edirne) إحدى مدن تركيا في إقليم تراقيا، وتقع في أقصى الجهة الشمالية الغربية من الجزء الأوروبي للجمهورية التركية، بالقرب من حدود بلغاريا واليونان حيث تبعد عن حدود اليونان 7 كم، وبلغاريا 20 كم، كما يمر بها نهر ماريتزا، وكان اسمها قبل حكم العثمانيين أدريانوپل.
تتميّز أَدِرْنَة بموقعها الاستراتيجي على تقاطع نهري تُونْجا ومَارِيتْسَا، بالقرب من حدود اليونان وبلغاريا. هذا الموقع جعلها مركزًا تجاريًا وثقافيًا مهمًّا عبر التاريخ.
يبلغ التعداد السكّاني لـ ولاية أَدِرْنَة التركيّة لعام 2020: 407 ألفًا و763 نسمة، وهي من الولايات القليلة التي شهدت انخفاضًا في عدد السكّان، وهو على عكس باقي الولايات. وهي في المرتبة التاسعة والأربعين كأكثر المدن التركيّة ازدحامًا. 
أسس الإمبراطور الرومانى هادريان مدينة أدرنة في القرن الثاني الميلادي، ولكن بعد ذلك سقط الرومان وأصبحت مدينة يونانية وبعد ذلك سيطر عليها العثمانيون في سنة 1362 م وصارت عاصمتهم من 1365 م إلى 1453 م. والآن هي عاصمة المحافظة التي تسمى أيضا بنفس الاسم.
يُقدّر عدد سكانها -حسب إحصائية 2012- بحوالي 148 ألف نسمة. ومن أشهر مبانيها المسجد الذي بناه السلطان سليم الثاني في 1575م، وكان من تصميم المعماري الشهير سنان آغا ومناراته هي أعلى المنارات في تركيا ويبلغ ارتفاع كلٍّ منها 70.1 مترا، كما يوجد فيها قنصليات بلغاريا، وألمانيا، واليونان، ورومانيا وسلوفاكيا وكذلك تقع فيها جامعة تركيا، وهي أقليمية وهناك جاليات يهودية.
شهدت أدرنة والمناطق المجاورة لها ما لا يقل عن 16 معركة حاسمة عبر العصور من أبرزهما معركتان هائلتان أولهما بين ليسيستوس وكونستنتان إمبراطور الرومان فهزم الأول شر هزيمة سنة 373 م أما المعركة الثانية فكانت سنة 387 م حيث هزم الإمبراطور فالان الروماني في حربه مع القوط ولقي حتفه.
فتح السلطان مراد الأول مدينة أدرنة بانتصاره على اليونان سنة 1363م وأسماها «إديرنا» (بالتركية: Edirne).
احتلها الروس سنة 1829م إلى 1878 م وعقدا بينهما شروطاً للصلح قضت بتنازل الدولة العثمانية لروسيا عن مصب نهر الدانوب وباعترافها باستقلال اليونان وتناوب على حكمها عدة دول من ضمنها روسيا مرتين في القرن التاسع عشر وبلغاريا في 1912 م.
تعرضت المدينة إلى الدمار في عام 1905 من جراء الحريق، وفي عام 1905 كان فيها حوالي 80,000 نسمة، منهم 30,000 من المسلمين ( الأتراك وبعض الألبان والغجر والشركس) ؛ 22,000 الإغريق ؛ 10,000 البلغار ؛ 4,000 الأرمن ؛ 12,000 اليهود ؛ و 2,000 من العرقيات الدينية الأخرى.

## الكنائس
تحتوي المدينة على 11 كنيسة منها اثنتين بلغارتين و 9 يونانية.

## الاقتصاد
يعتمد اقتصاد أدرنة بشكل كبير على الزراعة، ويمارس 73٪ من السكان العمل في أعمال الصيد والزراعة، وهناك الكثير من المنتجات التي تزرع في المناطق المنخفضة وذات الإنتاجية الزراعية المتوسطة، وقد وضعت لزراعة المحاصيل الحقلية الكثير من الاستثمارات. وتنتشر زراعة الذرة وبنجر السكر وعباد الشمس والبطيخ والطماطم والباذنجان والعنب. وقد تقدمت الزراعة في المنطقة على مدى العقد الماضي.
كما تتمتع المنطقة بمقومات سياحية وذلك لوجود العديد من الأماكن السياحية التاريخية والطبيعية مما جعل السياحة تصبح أحد المكونات الرئيسية للنمو الاقتصادي للمدينة في السنوات الأخيرة.

## المعالم السياحيّة

### من أبرز معالمها
1. مسجد السليميّة، وتضمّ المدينة أيضًا المسجد القديم (Eski Cami)، الذي يُظهر العمارة العثمانيّة المبكّرة. وهو يُعدّ من أقدم المساجد في أَدِرْنَة.
2. قصر أَدِرْنَة سَراي، الذي بُني في القرن الخامس عشر بأمر من السُلطان بايزيد الثاني، كان من أكبر القصور العثمانيّة. وعلى الرغم من تعرّضه للتخريب، إلا أنّ بقاياه ما زالت موجودة.
3. متحف الفنون التركيّة والإسلاميّة، الذي يعرض مجموعة واسعة من القطع الأثريّة، بما في ذلك الخط، والمنمنمات، والسيراميك، والمخطوطات، والمنسوجات، والأعمال المعدنيّة. [8]

### الأطعمة المشهورة
1. تشتهر مدينة أَدِرْنَة بالعديد من الأطعمة، لأنّها كانت عاصمة الإمبراطوريّة العثمانيّة لفترة طويلة، فلا تزال تقاليد مطبخ القصر مستمرّة. بالإضافة إلى ذلك، فهي تشتهر بثقافة الطهي. وفيما يلي أشهر الأطعمة فيها:
  - الكبد المقلي الذي تشتهر به أَدِرْنَة جدًا، مصنوع من كبد الماشية التي تمت تربيتها في منطقة تراقيا.
  - كرات اللحم في أَدِرْنَة، وهي واحدة من الأطعمة التي ابتكرها البلقان.
  - عجينة اللوز، وهي من الحلويات التقليديّة في أَدِرْنَة.
  - الجبنة البيضاء التي تصنّعها أَدِرْنَة مشهورة في جميع أنحاء تركيا، وتُصنّع بسبب وفرة وجودة الحليب في المنطقة.
  - الزَّرْدة، وهي نوع من الحلوى.[9]

## المدن المتوأمة
- يامبول  بلغاريا
- بريزرين  كوسوفو
- اليكساندروبوليس  اليونان